# Francisco da Assunção e Brito
Francisco da Assunção e Brito, O.S.A. (Sabará, c.1726 — Lisboa, 16 de dezembro de 1808) foi um prelado luso-brasileiro da Igreja Católica, arcebispo emérito de Goa e antes, bispo de Olinda. Foi o primeiro nascido no Brasil a chegar ao episcopado.

## Biografia
Natural de Sabará, cedo entrou para os estudos eclesiásticos, indo para Portugal. Lá, formou-se em teologia pela Universidade de Coimbra e entrou para a Ordem dos Frades Eremitas Calçados de Santo Agostinho, onde iria ser ordenado padre, em 12 de julho de 1750. Foi reitor do Colégio de Santo André.
Por este seu trabalho, além das aulas de retórica, foi apresentado para bispo de Olinda, em 1772 pelo rei Dom José I e confirmado por bula do Papa Clemente XIV em 15 de março do mesmo ano. Foi ordenado bispo em 3 de outubro de 1773, na Igreja do Convento dos Agostinianos de Leiria tendo como sagrante o cardeal arcebispo de Évora, Dom João Cosme da Cunha, coadjuvado pelo Arcebispo de São Salvador da Bahia, Dom Joaquim Borges de Figueiroa e o arcebispo auxiliar de Lisboa, Dom António Bonifácio Coelho.
Assim que foi sagrado Bispo de Olinda, Dom António Taveira da Neiva Brum da Silveira, arcebispo de Goa e Primaz do Oriente, renunciou, abrindo a sua vaga. Assim, Dom Francisco da Assunção e Brito foi nomeado Arcebispo de Goa, seguindo para a Índia, ainda em 1773. Chegou à Sé em 1774, onde fez sua entrada em 1 de outubro daquele ano. Permaneceu em Goa até 4 de fevereiro de 1780, quando recebeu ordens de voltar a Lisboa. Ficou no cargo até 1783, quando renunciou, tornando-se Arcebispo emérito.
Após cair de uma escada na casa em que vivia em Lisboa, faleceu em 16 de dezembro de 1808. Foi o primeiro nascido no Brasil a alcançar o episcopado e a ter se tornado metropolita.
Foi o principal sagrante do bispo Dom Alexandre de Gouveia, T.O.R. (Diocese de Pequim), do Arcebispo Dom Caetano da Anunciação Brandão (Arquidiocese de Braga), do arcebispo Dom José Cariattil (Arquidiocese de Cranganor) e do bispo Dom José António Pinto de Mendonça Arrais (Diocese da Guarda).